# Girls in my Glasses
Girls in my Glasses (jap. 妄想メガネ, Mōsō Megane, dt. „Illusionsbrillen“) ist eine Manga-Serie der japanischen Zeichnerin Yuki Azuma. Die Serie lässt sich in die Genres Etchi, Comedy und Seinen einordnen.

## Inhalt
In kurzen Geschichten geht es meistens um Jungen oder junge Männer, deren Brillen plötzlich eine Art Röntgen-Effekt entwickeln, was ihnen einen Blick unter die Kleidung der Mädchen oder Frauen, in die sie verliebt sind, ermöglicht. Allerdings hält der Effekt nicht lange an.

## Veröffentlichung
Der sich an ein männliches Publikum richtende Manga startete am 27. Juli 2010 in Japan in der letzten Ausgabe von Shūeishas Magazin BJ Kon mit einem Pilotkapitel und wechselte dann für die Serienveröffentlichung in dessen Hauptmagazin Business Jump (Ausgaben 19/2010 bis 18/2011). Nach einem kurzen Abstecher im Online-Magazin Grand Jump Web (Ausgaben 11/2011 bis 10/2012), erschien das Werk dann in dessen Printmagazin Grand Jump (Ausgaben 25/2012 bis 8/2016), mit dem Abschlusskapitel in der Grand Jump Premium (Ausgabe 5/2016) vom 27. Juli 2016. Die Kapitel erschienen auch in fünf Sammelbänden (Tankōbon).
In Deutschland wird die Serie seit März 2014 unter dem Titel Girls in my Glasses bei Planet Manga veröffentlicht, es sind alle 5 Bände veröffentlicht worden.